# Robertus vigerens
Robertus vigerens là một loài nhện trong họ Theridiidae.
Loài này thuộc chi Robertus. Robertus vigerens được Ralph Vary Chamberlin & Wilton Ivie miêu tả năm 1933.